# Ministerstwo Aprowizacji
Ministerstwo Aprowizacji – urząd ministra, naczelny organ administracji rządowej, członek Rady Ministrów powołany z zadaniem działania w obszarze wyżywienia ludności i zapewnienia innych produktów niezbędnych do życia.   

## Ustanowienie urzędu
Na podstawie dekretu z 1947 r. o zmianach organizacji i zakresie działania naczelnych władz administracyjnych ustanowiono urząd Ministra Aprowizacji w miejsce zniesionego urzędu Ministra Aprowizacji i Handlu.

## Zakres działania
Do zakresu działania Ministra Aprowizacji należała piecza nad należytym zaopatrzeniem ludności w środki żywnościowe i inne artykuły powszechnego użytku a w szczególności:
- sprawy zabezpieczenia dla celów zaopatrywania ludności środków żywnościowych i innych artykułów powszechnego użytku;
- sprawy zasad dysponowania zapasami środków żywnościowych i innych artykułów powszechnego użytku;
- sprawy normowania spożycia środków żywnościowych i artykułów powszechnego użytku;
- sprawy polityki cen i kosztów reglamentowanych środków żywnościowych i artykułów powszechnego użytku;
- sprawy zasad rozdziału reglamentowanych środków żywnościowych i artykułów powszechnego użytku;
- opracowywanie zasad racjonalnego żywienia i propagowanie tych zasad w porozumieniu z innymi zainteresowanymi władzami;
- inne sprawy przekazane właściwości Ministra Aprowizacji w drodze przepisów szczegółowych.

## Zniesienie urzędu
Na podstawie dekretu 1949 r. o zniesieniu urzędu Ministra Aprowizacji zniesiono urząd a sprawy przekazano do zakresu działania Ministra Przemysłu i Handlu. Sprawy związane z rozrachunkiem towarowym i finansowym oraz z likwidacją remanentów towarowych przeszły do zakresu działania Likwidatora działającego przy Ministrze Skarbu.